# Siphanta thambeos
Siphanta thambeos är en insektsart som beskrevs av Fletcher 1985. Siphanta thambeos ingår i släktet Siphanta och familjen Flatidae. Inga underarter finns listade i Catalogue of Life.